# Певец

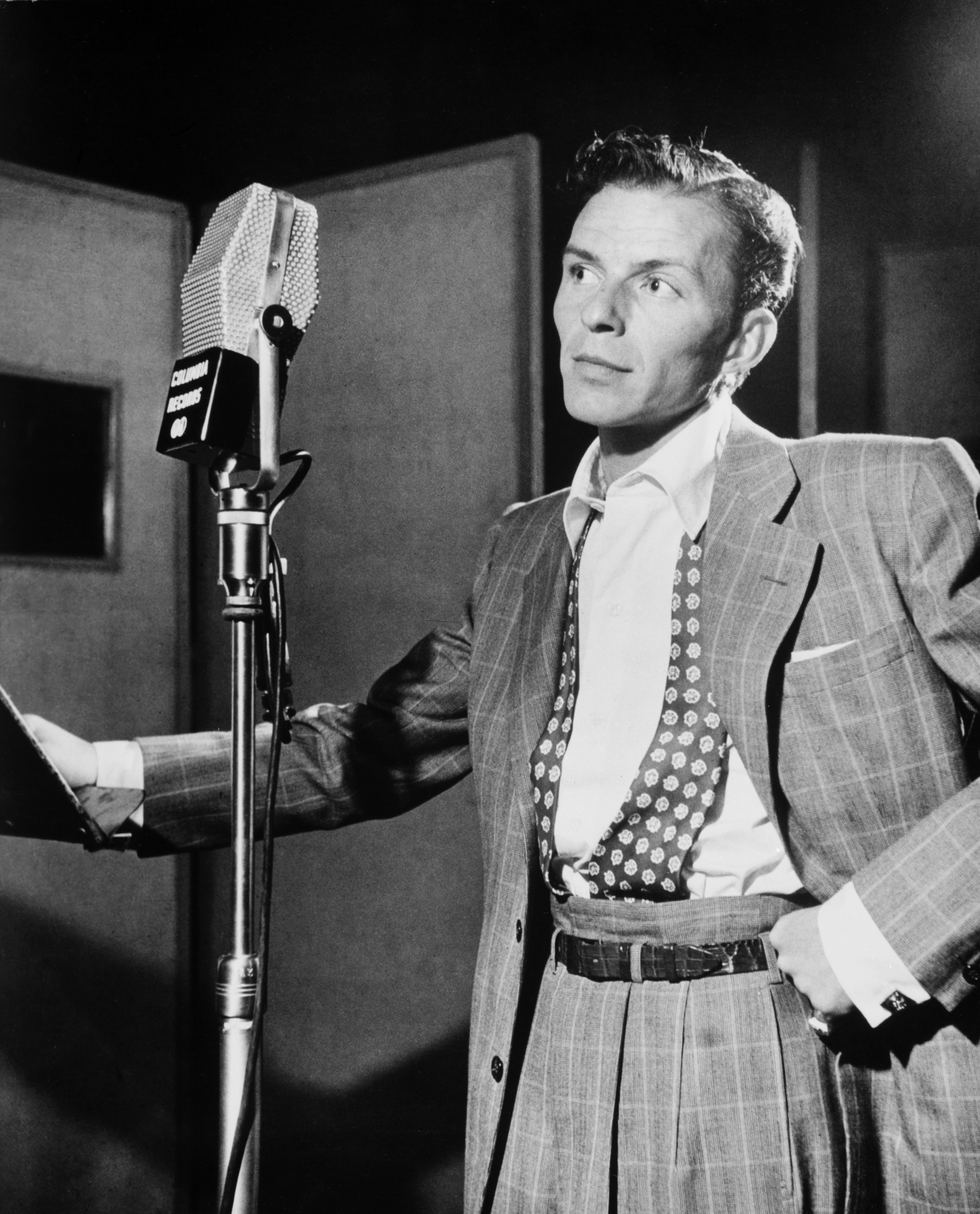
Фрэнк Синатра в студии

Певе́ц, певи́ца — человек, занимающийся пением; исполнитель вокальной музыки: песен, романсов, арий, хоров и т. п.; музыкант, исполняющий музыку на музыкальном инструменте, которым является его собственный голос. Певец — наиболее распространённая разновидность вокалиста.

## Классификация по жанрам
Певцы специализируются в определённом музыкальном жанре:
- оперный певец
- камерный певец — исполняет музыку голосом на концерте, чаще всего в сопровождении фортепиано или иного музыкального инструмента
- джазовый певец
- эстрадный певец
- народный певец
- рок-певец
- бард
- шансон-певец
- хорист — артист хора, в церкви — певчий.

## Классификация по голосам
В классической музыке и в опере голос трактуется исключительно как музыкальный инструмент. Композиторы пишут музыку для этого инструмента, учитывая мастерство и особенности голоса певца.
Существует множество систем классификации голосов (и певцов, соответственно). Какие-то из них учитывают силу голоса, то есть то, как громко певец может петь; другие — насколько подвижен, виртуозен, отчётлив голос певца; третьи включают внемузыкальные характеристики, такие как внешние данные, актёрские способности и др.
Чаще всего используется классификация, учитывающая диапазон голоса и пол певца. Даже руководствуясь только этими двумя критериями, получается множество разновидностей. Здесь даны шесть основных.
- Женские голоса:
  - сопрано — высокий женский голос
  - меццо-сопрано — средний женский голос
  - контральто — низкий женский голос (в хоровой музыке принято называть просто альт)
- Мужские голоса:
  - тенор — высокий мужской голос
  - баритон — средний мужской голос
  - бас — низкий мужской голос

Другие разновидности — колоратурное сопрано, драматический тенор, бас-баритон, бас-буффо, бас-профундо. Существует также категория певцов-мужчин, поющих в диапазоне женского голоса. Этот тип голосов редок, но до сих пор используется, в основном, в опере. В музыке барокко многие роли были написаны для кастратов — певцов мужского пола, которым в подростковом возрасте была сделана операция кастрации для предотвращения мутации голоса, чтобы сохранить высокий, как у женщины, голос (см. Певцы-кастраты). В современном вокальном исполнительстве эти роли может исполнять певец, владеющий развитой техникой пения фальцетом. Певцов такого типа именуют сопранистами (он же контратенор, он же мужской альт).